# Khonsu
Khonsu (Khons, Khonshu, Khensu, Chonsu) je drevno egipatsko božanstvo. Khonsu znači "lutalica", jer je Khonsu putovao noćnim nebom ("lutao"), kao i njegov otac tijekom dana, a nadimci su mu "grlitelj", "branitelj" i "putovođa". Na egipatskom se Mjesec kaže Iah.
Khonsu je sin Amona i Mut (Amon je bog Sunca, suprotnost Khonsuu, a Mut je božica majčinstva). Mut je usvojila Menthua, ali ga je odbacila kad se udala za Amona. Khonsu je bog Mjeseca i jedan od zaštitnika Tebe, a tamo je štovan sa svojim roditeljima, u velikom kompleksu hramova, gdje je umjetno jezero u čast Sunca i jezero oblika polumjeseca. Khonsu na glavi nosi Mjesečev disk, odnosno disk uštapa, punog Mjeseca, dok Amon nosi Sunčev krug tijekom Novog kraljevstva (kao Amon-Ra, spoj s Raom). Khonsu štiti djecu i daje plodnost kao Min, ima glavu sokola pa sliči Horusu, ponekad je prikazivan kao Ptah, s bičem i štapom, zaštitnik faraona.

## Vanjske poveznice
|  | Zajednički poslužitelj ima još gradiva o temi Khonsu |